# 레트리뷰션
《레트리뷰션》(일본어:  交換ウソ日記, 영어: Retribution)은 2023년에 개봉한 미국, 프랑스, 독일, 스페인의 액션, 스릴러 영화이다.
 님로드 앤탈이 감독을 크리스토퍼 샐먼푸어가 각복을 맡았다.
 미국은 2023년 8월 25일에 대한민국은 2024년 1월 24일에 개봉되었다.

## 줄거리
대규모 자금을 운용하는 펀드 매니저 맷은 어느 날 아내 헤더의 부탁으로

아이들을 등교시켜주기로 하지만 아들 잭이 말썽을 부리지만 결국 차에 태운다

그때 들려오는 핸드폰 벨소리에 맷은 아이들에게 누구 전화냐고 묻지만

자신들의 전화가 아니라는 말에 차 안에서 못보던 핸드폰을 찾게 되고

발신제한번호로 온 의문의 핸드폰에 걸려온 전화를 받는 순간 시작되는

발신자의 요구는 투자가들의 돈을 모은 2억 8백만 유로를 송금하라는 것인데...

## 출연진

### 주연
- 리암 니슨 - 맷 터너 역

### 조연
- 노마 더메즈웨니 - 안젤라 브릭맨 역
- 릴리 애스펠 - 에밀리 터너 역
- 잭 챔피언 - 잭 터너 역
- 아리안 모아예드 - 실베인 역
- 엠베스 데이비츠 - 헤더 터너 역
- 매튜 모딘 - 앤더스 멀러 역